# Terremoto de Páez de 1994
El Terremoto de Páez de 1994 fue un sismo que sacudió en el sur-occidente de Colombia, el 6 de junio de 1994 a las 15:47 UTC-5, dejando a 800 muertos. Este sismo es considerado el segundo más mortífero en la historia del país, luego del terremoto del Eje Cafetero de 1999.

## Terremoto y daños
El terremoto fue situado en las estribaciones de la Cordillera Central de los Andes del Cauca, suroeste de Colombia, que tuvo lugar el 6 de junio de 1994. Se estima que murieron 1.100 personas, la mayoría de los grupos nasa murieron en unos 15 asentamientos en el río Páez, la cuenca del Cauca y Huila que sufrió el 50% de la cifra de muertos. En respuesta al desastre, el gobierno creó el programa Corporación Nacional para la Reconstrucción de la Cuenca del Río Páez para traer alivio a la zona, y comenzar la reconstrucción de las zonas afectadas.